# 克里尼奇基 (科洛梅亞區)
48°31′2″N 25°13′47″E / 48.51722°N 25.22972°E
克里尼奇基（烏克蘭語：Кринички），是烏克蘭的村落，位於該國西部伊萬諾-弗蘭科夫斯克州，由科洛梅亞區負責管轄，面積2.8平方公里，2001年人口32，人口密度每平方公里11.4人。